# Cuviers gladvoorhoofdkaaiman
Cuviers gladvoorhoofdkaaiman (oude spelling: Cuvier's gladvoorhoofdkaaiman), ook wel Cuviers dwergkaaiman of wenkbrauwkaaiman (Paleosuchus palpebrosus) is een krokodilachtige uit de familie alligators en kaaimannen (Alligatoridae) en de onderfamilie kaaimannen (Caimaninae).
Van alle moderne krokodilachtigen is het de kleinste soort, mannetjes worden inclusief staart meestal niet langer dan 1,6 meter. De kaaiman heeft een stompe kop en een opvallend opgerichte lichaamshouding, waardoor de lichaamshouding van de kaaiman meer doet denken aan een zoogdier dan aan een reptiel.
Cuviers gladvoorhoofdkaaiman komt voor in grote delen van het noorden van Zuid-Amerika en leeft in bossen en kleine stroompjes. Grotere wateren worden vermeden, hier is de kaaiman kwetsbaar voor grotere soorten krokodilachtigen. De kaaiman heeft een relatief zware lichaamsbepantsering en valt op door de verstevigde beenplaten boven de ogen die aan wenkbrauwen doen denken. Op het menu staan voornamelijk kleinere dieren zoals insecten en amfibieën.

## Naamgeving en indeling
De wetenschappelijke naam van Cuviers gladvoorhoofdkaaiman werd voor het eerst voorgesteld door Georges Cuvier in 1807. Oorspronkelijk werd de wetenschappelijke naam Crocodilus palpebrosus gebruikt. De soort is in de loop der tijd ook beschreven onder andere namen, zoals Jacaretinga moschifer, Champsa palpebrosa en Alligator palpebrosus. De wetenschappelijke geslachtsnaam Paleosuchus is afgeleid van de Oudgriekse worden παλαιός (palaios) en σοῦχος (soukhos) en betekent letterlijk 'oude krokodil'. De soortaanduiding palpebrosus betekent vrij vertaald 'stevige oogleden'.

## Uiterlijke kenmerken

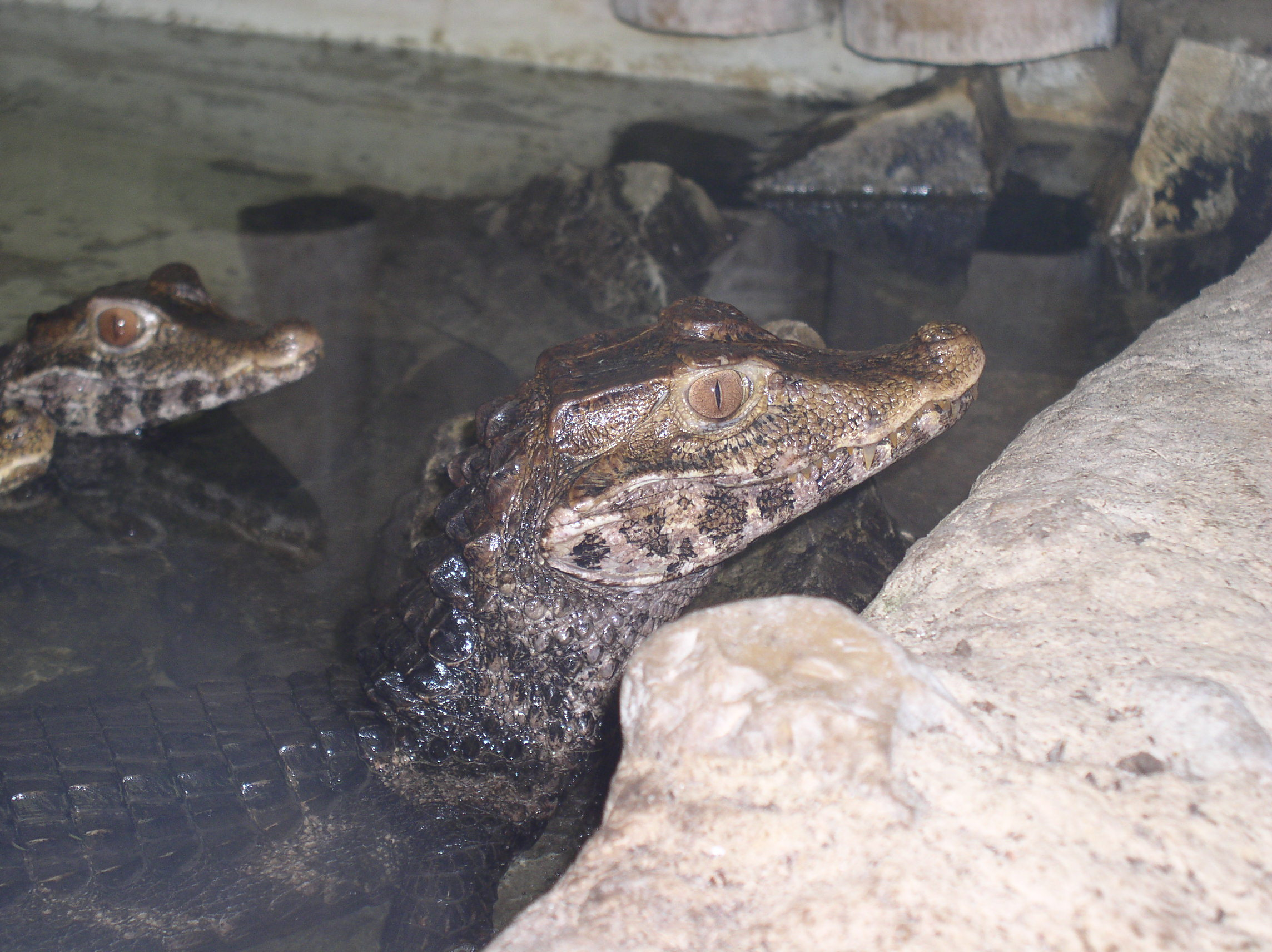
Kopprofiel met karakteristieke opgerichte houding.

Cuviers gladvoorhoofdkaaiman bereikt een lichaamslengte van meestal nog geen twee meter inclusief de staart. De mannetjes bereiken een totale lichaamslengte van 150 tot 160 centimeter en de vrouwtjes blijven nog kleiner en worden tot 120 cm lang. Uit Suriname zijn exemplaren bekend van 1,8 meter en in Brazilië zijn dieren waargenomen die iets langer werden dan twee meter. Het is hiermee de kleinste krokodilachtige ter wereld. De breedvoorhoofdkrokodil (Osteolaemus tetraspis) wordt ook vaak vermeld als kleinste soort maar deze krokodil wordt gemiddeld iets langer.
In vergelijking met andere krokodilachtigen heeft deze soort een zware bepantsering over het gehele lichaam aan zowel de onder- als bovenzijde. De beenplaten zijn niet alleen dikker maar ook groter en liggen steviger tegen elkaar aan als een soort harnas. Dit heeft te maken met de leefomgeving die bestaat uit snelstromende wateren met een rotsige ondergrond, door het stevige pantser raakt het lichaam minder snel beschadigd. De rugplaten zijn minder gewelfd dan bij de verwante Schneiders gladvoorhoofdkaaiman (Paleosuchus trigonatus).
De kop is zeer karakteristiek en doet enigszins denken aan een hondenkop. De ogen zijn relatief groot en hebben een bruine tot oranje iris, de snuitpunt is een beetje omhoog gekromd en de hele kop wordt iets omhoog gericht, wat bijvoorbeeld ook voorkomt bij varanen, maar nooit bij krokodilachtigen. Op de bovenste oogleden zijn beenplaatjes aanwezig waar de wetenschappelijke soortnaam naar verwijst: palpebrosus betekent vrij vertaald 'van oogleden voorzien'. Ook andere krokodillen hebben deze beenplaatjes, zoals de brilkaaiman.
Het aantal tanden varieert van 78 tot 82; 4 rijen voortanden (premaxillair) en 14 of 15 rijen tanden (maxillair) in de bovenkaak en 21 of 22 rijen kiezen (mandibulair) in de onderkaak.

## Voedsel
Cuviers gladvoorhoofdkaaiman is nachtactief en eet vanwege zijn geringe lengte kleinere prooien, afhankelijk van de populatie. Jongere dieren eten vooral ongewervelden als wormen, slakken en insecten, zowel in het water levende dieren als landbewonende prooien worden gegeten. Oudere exemplaren gaan steeds meer vis eten maar blijven ook jagen op ongewervelden. Voor alle lengtes geldt echter dat alles wat eetbaar is wordt gegrepen, inclusief vogels, reptielen, kleine zoogdieren en amfibieën. De korte, naar achter gekromde tanden zijn echter ideaal voor het eten van ongewervelden als kreeftachtigen.
De aparte vorm van de kop, zoals de omhoog gerichte snuitpunt en de stompe kopvorm zijn nog onbegrepen. Krokodilachtigen hebben een met het voedsel overeenkomstige vorm van de kop. Soorten die harde prooien eten zoals slakken en schelpdieren hebben krachtige kaken en een brede kop met krachtige kaakspieren. Soorten die van vissen leven kunnen met minder kaakspiermassa toe en hebben een lange bek en naaldachtige tanden om vissen vast te prikken. De aparte kopvorm van Cuviers gladvoorhoofdkaaiman is net als bij andere krokodilachtigen waarschijnlijk een uiting van een bepaalde voedselspecialisatie. Het is echter nog niet bekend welke rol de aanpassing speelt.

## Voortplanting

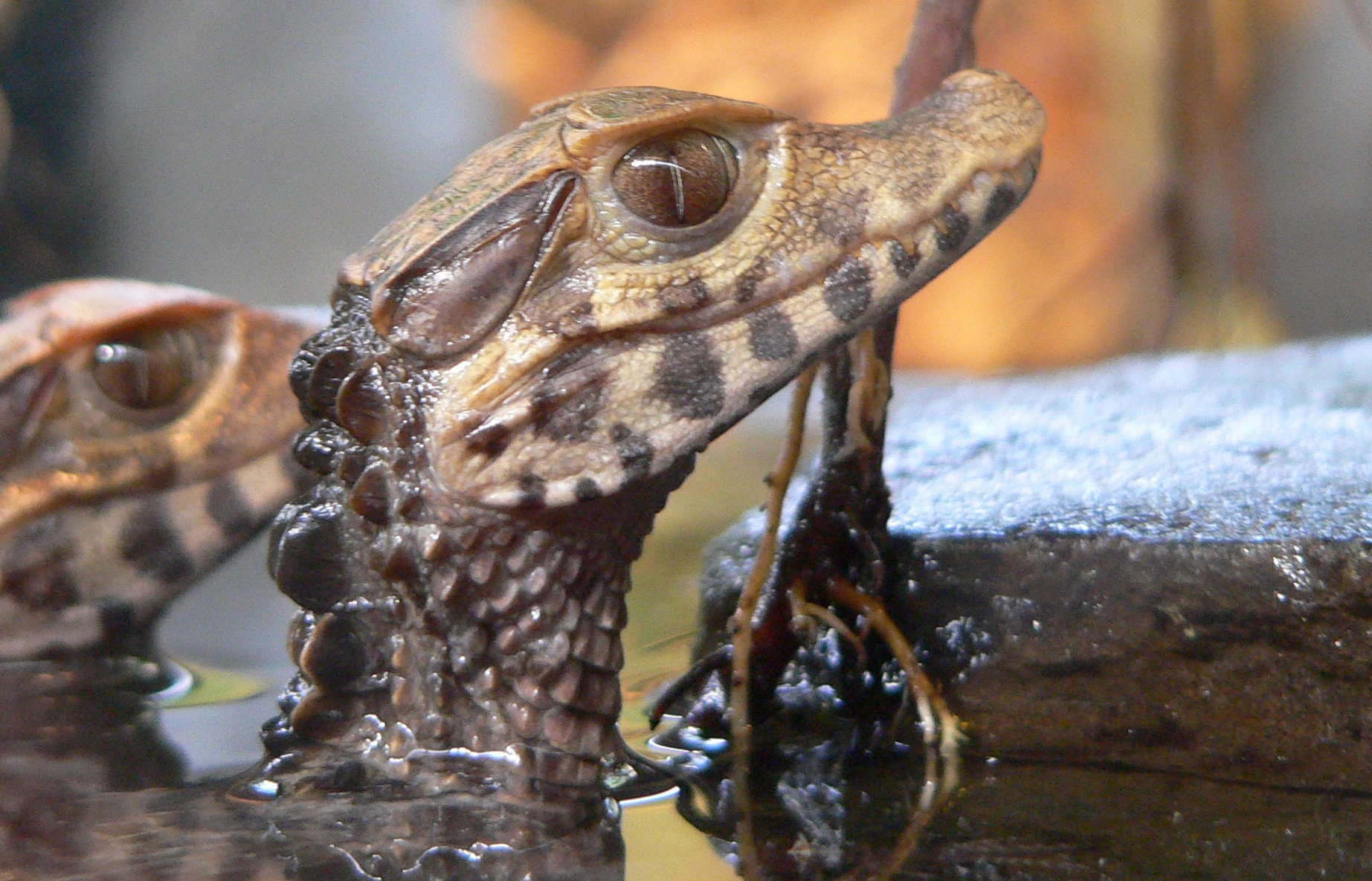
Juveniele dieren hebben een verhoudingsgewijs grotere kop.

Het vrouwtje maakt een deels bovengronds nest op een beschutte plek, een legsel bevat 10 tot 25 eitjes. Het is niet geheel duidelijk of de jongen worden beschermd door de moeder, wat bij veel krokodilachtigen voorkomt. De mannetjes lokken de vrouwtjes door de kop te verheffen en de staart bijna recht omhoog uit het water te steken. Hierbij wordt een geluid gemaakt dat nog het meest lijkt op brullen. Mannetjes paren met meerdere vrouwtjes en in gevangenschap kan een vrouwtje twee tot drie keer per jaar een legsel produceren, in het wild waarschijnlijk maar één keer per jaar. Over de voortplantingsgewoonten van deze soort is veel minder bekend dan van andere krokodilachtigen.
Van de net uit het ei gekropen jongen is beschreven dat ze enige tijd wachten voor ze het water betreden. De slijmlaag waarmee ze worden geboren blijft zo intact en droogt uit. De zo ontstane laag op de huid zou de jongen beschermen tegen de aangroei van algen. Juvenielen zijn geelbruin van kleur en hebben onregelmatige vlekken, oudere dieren kleuren donkerder tot zwart met een lichtere onderzijde.

## Verspreiding en habitat

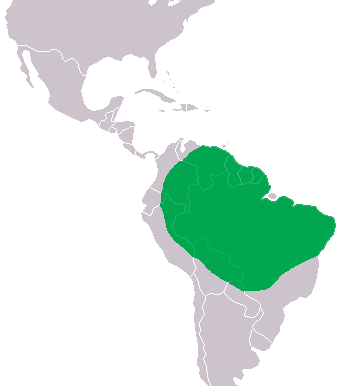
Verspreidingsgebied in het groen

Cuviers gladvoorhoofdkaaiman komt voor in een groot deel van noordelijk Zuid-Amerika; in de landen Bolivia, Brazilië, Colombia, Ecuador, Frans-Guyana, Paraguay, Peru, Suriname, Venezuela, Trinidad en mogelijk in Guyana. Op de brilkaaiman na heeft Cuviers gladvoorhoofdkaaiman de grootste verspreiding van alle Zuid-Amerikaanse soorten krokodilachtigen. In sommige landen komt de kaaiman slechts in een deel van het land voor, zoals in Paraguay waar de soort alleen in het noordoosten is aangetroffen. Het verspreidingsgebied zou ook omschreven kunnen worden als verzameling van de rivierstelsels waar de soort voorkomt. De kaaiman leeft in de rivieren Amazone, Orinoco, Paraguay, Paraná en São Francisco. Vanwege een hogere tolerantie voor lagere temperaturen komt deze soort zuidelijker voor dan de enige andere soort uit het geslacht Paleosuchus; Schneiders gladvoorhoofdkaaiman (Paleosuchus trigonatus).
De habitat bestaat uit draslanden die uit de kust gelegen zijn. De soort is aangetroffen op een hoogte van ongeveer 100 tot 300 meter boven zeeniveau. De leefomgeving bestaat uit kleine, stromende wateren, zoals riviertjes en ondergelopen delen van bossen. Snelstromend water wordt getolereerd, veel krokodilachtigen hebben hier een hekel aan. Deze soort kan ook bij watervallen en stroomversnellingen worden aangetroffen. Er is daarnaast een voorkeur voor een stenige of rotsige ondergrond, waarschijnlijk heeft de zware bepantsering van de buik hiermee te maken. Ten slotte kan de gladvoorhoofdkaaiman in helder, schoon water worden aangetroffen terwijl de meeste krokodilachtigen verkiezen juist troebel water zodat ze zich beter kunnen verbergen voor prooidieren. Cuviers gladvoorhoofdkaaiman komt vaker op het land dan andere krokodilachtigen. De kaaiman is aangetroffen in tijdelijke wateren die op enige afstand liggen van geschikte leefomgevingen.

## Beschermingsstatus
Door de internationale natuurbeschermingsorganisatie IUCN is de beschermingsstatus 'veilig' toegewezen (Least Concern of LC).
Cuviers gladvoorhoofdkaaiman is een van de weinige soorten krokodilachtigen die algemeen voorkomt. Niet alleen is het verspreidingsgebied zeer groot, ook met de populatiedichtheden is het dik in orde in vergelijking met andere krokodilachtigen. Het aantal in het wild levende exemplaren wordt geschat op meer dan 1 miljoen. In tegenstelling tot andere krokodilachtigen wordt Cuviers glagvoorhoofdkaaiman zelden in grote groepen aangetroffen.